# Lívia Pillmann
Lívia Pillmann (Tatabánya, 28 aprile 1994) è una modella e attrice ungherese.

## Biografia
Scoperta da un talent scout a 15 anni a Budapest inizia a lavorare nel campo della moda, trasferendosi all'estero a 16 anni. Dall'Ungheria si è spostata per lavoro in Francia, a Milano, a Verona, a Venezia, a Londra, a New York, per poi stabilirsi a Los Angeles. Arriva a calcare le passerelle della Paris Fashion Week e della New York Fashion Week. Campeggia su varie riviste quali Harper's Bazaar, L'Officiel, La Femme, Elle. Lavora con lo stilista di alta moda Georges Chakra. Collabora con aziende anche sportive come Everlast e Adidas.
Nel 2018 partecipa come concorrente al talent show culinario A Konyhafönök su RTL Magyarország. Nello stesso anno frequenta la Lee Strasberg Theatre and Film Institute di New York (a cui seguiranno la Rick Walters nel 2019 e la Katt Sea nel 2023). Sempre nel 2018 debuta come protagonista in GrandMa: Dragon Suit per la regia di Henry Lipatov ed è nel video musicale Bottled Up di Dinah Jane con Ty Dolla Sign e Marc E. Bassy. L'anno seguente è nel video musicale Nightmare di Halsey.
Nell'edizione 2020 ha preso parte a Next in Fashion su Netflix come modella. È nel cast del docu-format Exporure Report che racconta le vite degli attori che vivono a Los Angeles. L'anno successivo è nel video musicale Qué Rico Fuera di Ricky Martin e Paloma Mami.
Nel 2022 debutta come regista, produttrice e sceneggiatrice di The End... in cui è anche la protagonista Viktoria. Per la pellicola viene premiata al New York International Women Festival come "Best Producer", al Terra di Siena Film Festival come "Best International Short Film", al Capri Hollywood International Film Festival come miglior attrice, e viene candidata tra gli "Exsperimental Short" al Malibu Film Festival.
Nel 2023 è protagonista delle 60 puntate della serie Forget Me Not: Omega's Return e prende parte alla serie The Idol per la regia di Sam Levinson, trasmesso su HBO negli USA e su Sky Atlantic in Italia. Sempre nello stesso anno è in Chimera per la regia di David de Juan Navarro.
Nel 2024 è tra i protagonisti di Malice in Manila per la regia di Marcial Chavez e Anthony Francisco. Nello stesso anno è Federica, una dei protagonisti del thriller psicologico The Contract, film con Eric Roberts che vede il ritorno nel ruolo protagonista di Kevin Spacey.

## Vita privata
È la nuora di Richard Harrison in quanto ha sposato il figlio Sebastian, conosciuto nel 2019.

## Filmografia
- GrandMa: Dragon Suit, regia di Henry Lipatov (2018)
- The End..., regia di Livia Pillmann (2022)
- Chimera, regia di David de Juan Navarro (2023)
- Forget Me Not: Omega's Return - 60 episodi (2023)
- The Idol, regia di Sam Levinson (2023)
- Malice in Manila, regia di Marcial Chavez e Anthony Francisco (2024)
- The Contract, regia di Massimo Paolucci (2024)

## Produzione
- The End..., regia di Livia Pillmann (2022)

## Regia
- The End... (2022)

## Televisione
- A Konyhafönök (RTL Magyarország, 2018)
- Next in Fashion (Netflix, 2020)

## Video musicali
- Bottled Up di Dinah Jane con Ty Dolla Sign e Marc E. Bassy, regia di Hannah Lux Davis (2018)
- Nightmare di Halsey, regia di Hannah Lux Davis (2019)
- Qué Rico Fuera di Ricky Martin e Paloma Mami, regia di Jessy Terrero (2021)